# 원촌중학교
원촌중학교(圓村中學校)는 대한민국 서울특별시 서초구 반포동에 위치한 강남 8학군 공립 중학교이다.

## 학교 연혁
- 1982년 12월 9일 : 원촌중학교 설립인가
- 1983년 3월 1일 : 초대 유한목 교장 취임
- 1983년 3월 3일 : 제1회 입학
- 1986년 2월 23일 : 제1회 졸업
- 2007년 2월 15일 : 제22회 졸업식(총 졸업생 14,061명)
- 2007년 3월 1일 ~ 2009년 2월 28일 : 2년간 휴교
- 2009년 3월 1일 : 재개교
- 2010년 3월 2일 : 교과교실제 연구학교 운영
- 2014년 3월 1일 : 교육부 경제 연구학교 운영
- 2019년 2월 1일 : 제32회 졸업(10학급 312명, 총 17,272명)
- 2021년 2월 5일 : 제34회 졸업식 (10학급 262명)
- 2021년 3월 2일 : 제12대 이동석 교장 취임
- 2021년 3월 2일 : 제37회 입학(12학급 433명)

## 참고 자료
- 원촌중학교 - 한국교육학술정보원 학교알리미